# Fissan

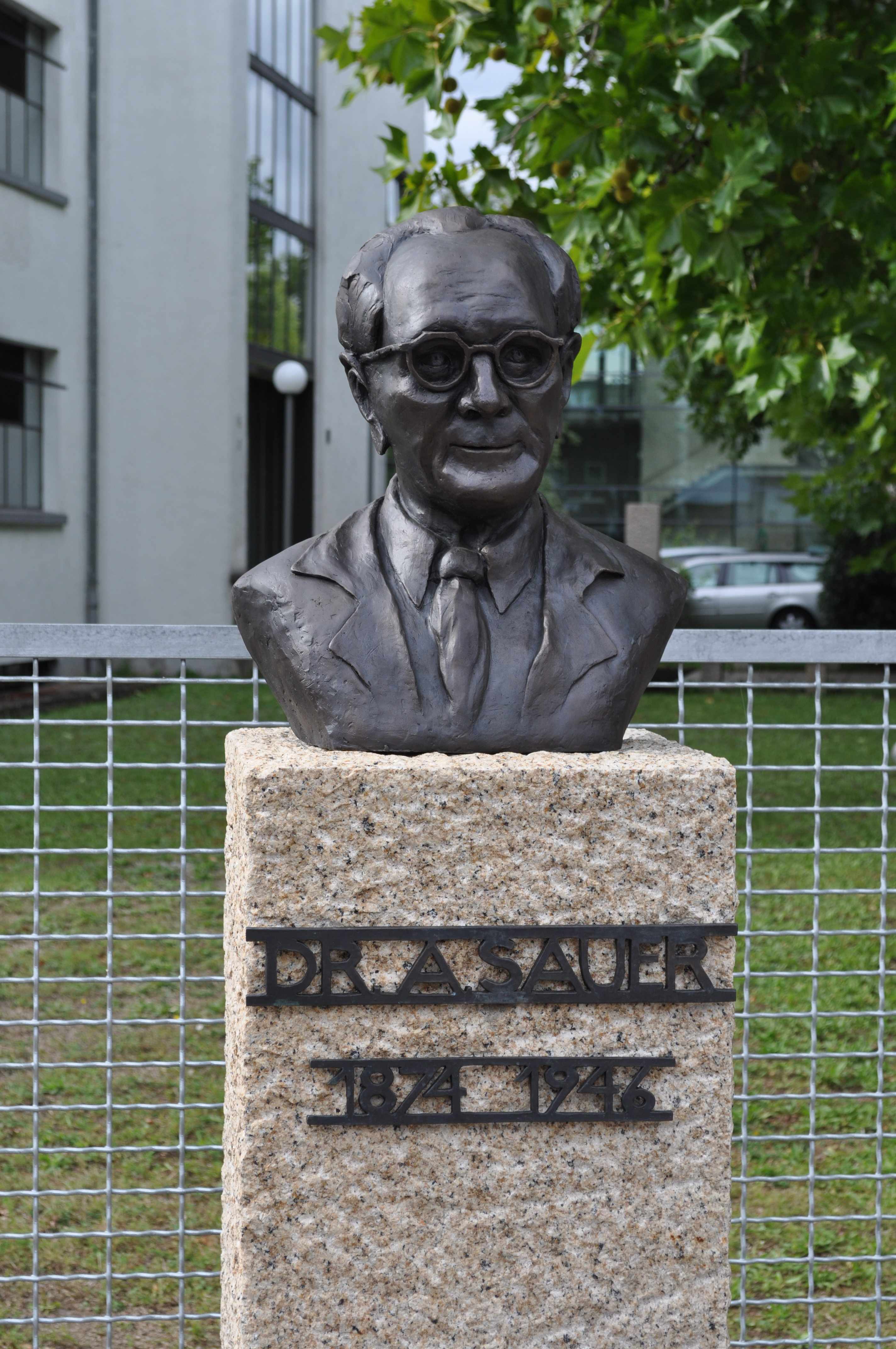
Büste Arthur Sauer

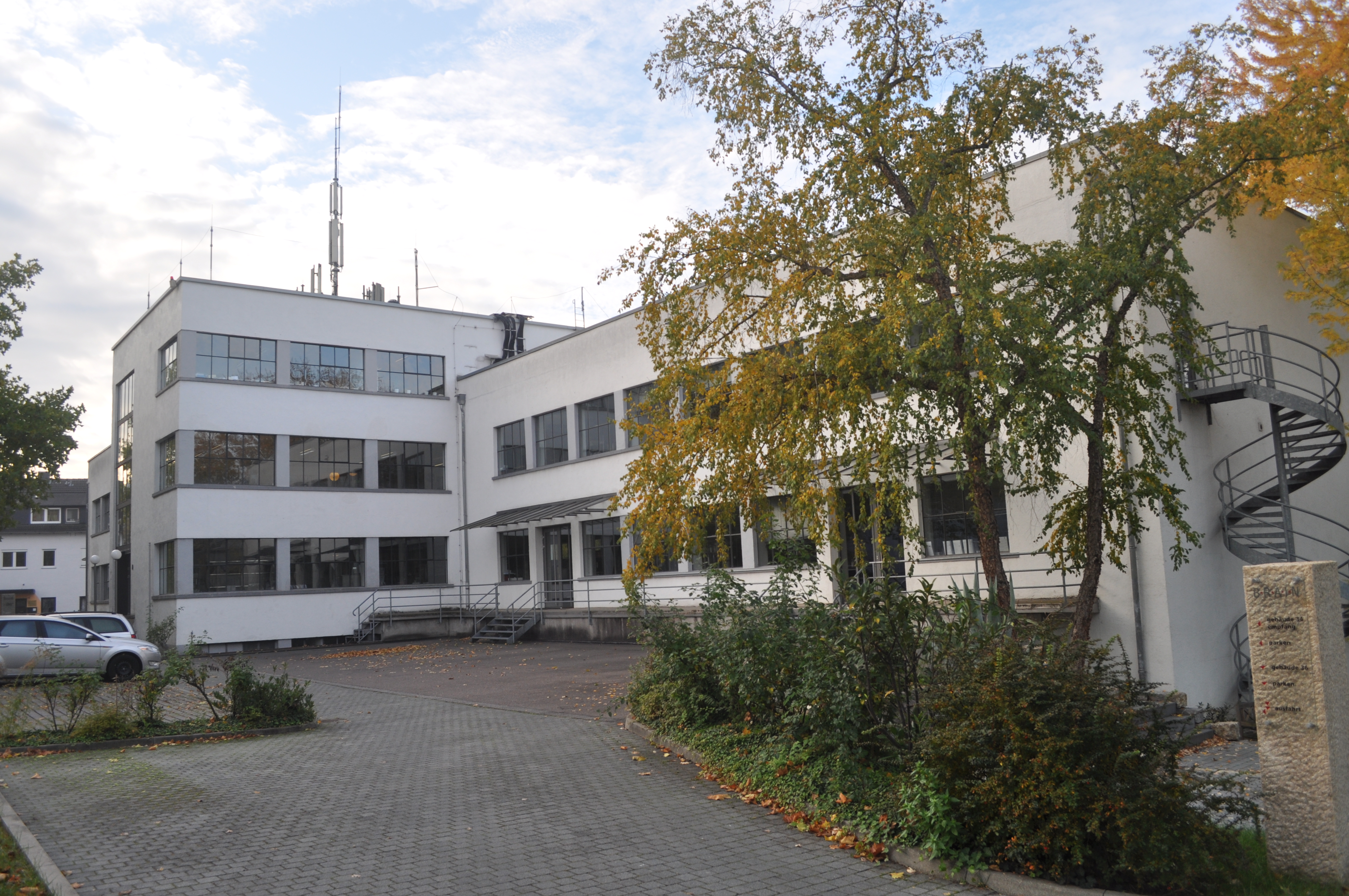
Betriebsgebäude in Zwingenberg

Fissan war die erfolgreichste Herstellermarke der Deutsche Milchwerke AG in Zwingenberg an der hessischen Bergstraße, wo dieses 1882 gegründete Unternehmen zeitweise der größte Arbeitgeber war. Die Marke Fissan wurde in den 1920er Jahren eingeführt und wird heute durch das Unternehmen Unilever genutzt.

## Marken- und Unternehmensgeschichte
Im Jahr 1882 begann der Wormser Apotheker Rudolf Pizzala mit der Herstellung von Stärkungsmitteln auf biologischer Grundlage, zunächst in kleinem Umfang mit etwa sechs Mitarbeitern. 1897 trat der Chemiker Arthur Sauer (1874–1946) ein und übernahm 1898 den Betrieb. Er spezialisierte sich auf Milch-Präparate auf der chemischen Basis von Kasein und nannte sein Unternehmen Deutsche Milchwerke Dr. A. Sauer. Eine Expansion erfolgte unter anderem durch die Errichtung von Zweigbetrieben – z. B. in Stockheim (Oberhessen).
Nach eigenen Forschungen zum Milcheiweiß entstand ab Mitte der 1920er Jahre eine Produktreihe mit Pudern, Pasten, Ölen und Seifen unter der Marke Fissan, die weltweit erfolgreich wurde. „Fissan“ ist eine Wortschöpfung aus den lateinischen Begriffen fissura und sanare und bedeutet so viel wie „eine Wunde heilen“. Das Unternehmen in Zwingenberg wurde auf der Grundlage dieses Erfolgs in den 1930er Jahren einer der wichtigsten Arbeitgeber an der hessischen Bergstraße. 1934 hatte das Unternehmen bereits 160 Arbeiter und Angestellte sowie 50 kaufmännische Beschäftigte, die zum Teil in einer neu gebauten Werkssiedlung wohnten.
Nach der Besetzung Zwingenbergs durch die amerikanischen Truppen am 27. März 1945 wurden die Werksanlagen und Teile der Werkssiedlung, sowie die Villa Sauer, beschlagnahmt. Die ausgelagerte Produktion konnte bereits am 30. April 1945 wieder aufgenommen werden. Nach Enteignung und Spruchkammerverfahren starb Arthur Sauer am 29. November 1946 unter unklaren Umständen.
Neuer Leiter von Deutsche Milchwerke wurde der Chemiker Veith, der das Unternehmen in den 1950er und 1960er Jahren führte. Es produzierte weiterhin Puder, Pasen, Cremes, Salben, Mixturen, Öle, Suppositorien und Seifen für Klink und Praxis. 1969 übernahm die Preussag zwei Drittel der Aktien, das verbleibende Drittel war im Besitz der Familie Kinzinger. Zum 1. März 1970 erwarb die Preussag auch die restlichen Anteile. Das Fissan-Werk wurde an den Darmstädter Chemie-Konzern Merck verkauft, der die Marke weiterführte, jedoch das Werk stilllegte.
Ab Mitte der 1990er Jahre wurde die Marke Fissan durch die Sara Lee Deutschland GmbH genutzt. Im Frühjahr 2007 erfuhr die Marke unter dem Namen Fissan Kids einen Relaunch, in der Folge entstanden aus einer Kooperation mit dem Coppenrath Verlag die Produktreihen Fissan Kids Prinzessin Lillifee und Fissan Kids Felix. Im Jahr 2010 übernahm der Unilever-Konzern das Unternehmen und die Marke.

## Betriebsgebäude in Zwingenberg
Das Betriebsgebäude wurde ab 1934 im Stil des Neuen Bauens nach Entwurf des Architekten Georg Fehleisen errichtet. 1934/1935 wurde als erster Bauteil der erhöhte Mitteltrakt und der Südflügel ausgeführt. Um 1940 wurde der Nordflügel in gleicher Formensprache durch den Architekten Richard Busching ergänzt. Das Gebäude steht unter Denkmalschutz und wird heute von dem Unternehmen Brain Biotech genutzt.

## Werkssiedlung in Zwingenberg

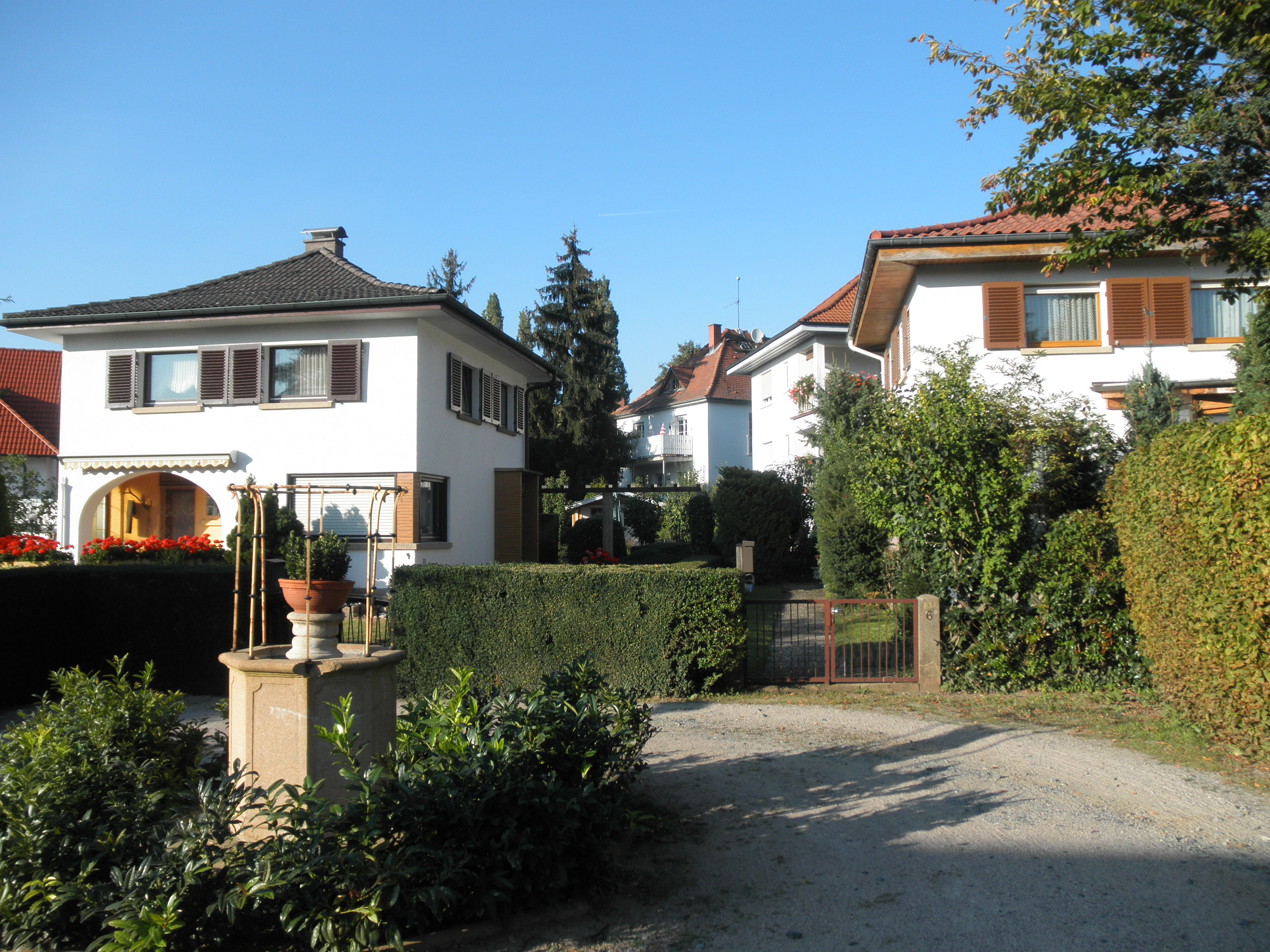
Werkssiedlung an der Arthur-Sauer-Anlage

1933/1934 wurde durch Georg Fehleisen (1893–1936) eine kleine Werkssiedlung für Arbeiter und Angestellte der Deutsche Milchwerke AG erbaut. Die Siedlung besteht aus sieben Einzelhäusern. Vier Häuser mit quadratischem Grundriss sind symmetrisch angeordnet. Oberhalb liegt die Villa des Betriebsleiters und in gleicher Höhe, etwas weiter nördlich die kleinere Villa des stellvertretenden Betriebsleiters. Das siebte Gebäude, ein Arbeiterwohnhaus mit steilem Satteldach, steht nordwestlich.
In der Zeit des Nationalsozialismus wurde die Anlage mit höchster Genehmigung ab Weihnachten 1933 „Adolf-Hitler-Siedlung“ genannt. Heute liegen die Häuser an der nach dem Unternehmer benannten Arthur-Sauer-Anlage. Die Siedlung steht ebenfalls unter Denkmalschutz.